# Takedaite
La takedaite è un minerale.